# Giovanni IX di Costantinopoli
Giovanni IX Agapeto o Hieromnemon (in greco Ἰωάννης Θ΄ Ἀγαπητός o Ἱερομνήμων?; XI secolo – aprile 1134) è stato un arcivescovo ortodosso bizantino, che ha ricoperto la carica di Patriarca ecumenico di Costantinopoli tra il 1111 e il 1134.
Il soprannome di Giovanni è dovuto al fatto che perché prima della sua elezione al trono patriarcale aveva ricoperto la carica di hieromnemon all'interno del Patriarcato. Era il nipote di un eminente metropolita di Calcedonia.
Era un chierico che proveniva dal ramo accademico e filosofico della gerarchia della Chiesa, ed era salito nelle file del clero patriarcale. Aveva cercato di invertire la tendenza secolarizzante all'interno del clero vietando di agire come avvocati nei tribunali civili. Studioso per tutta la vita, cercò di recuperare la grande, ma dispersa, raccolta di libri all'interno della capitale, in quanto non esisteva una biblioteca centrale. Adottò la pratica di acquisire le raccolte di libri di potenti uomini deceduti e di farli poi ricopiare dallo staff patriarcale. Le sue misure ampliarono notevolmente la gamma di titoli detenuti nella Grande Chiesa a cui erano assegnati gli insegnanti.
In merito alle questioni religiose, spinse affinché il clero patriarcale, piuttosto che la comunità monastica, divenisse la voce autorevole dell'Ortodossia. Nel 1117 convocò anche un sinodo a Costantinopoli che condannava la dottrina di Eustrazio di Nicea come nestoriano, nonostante la difesa offerta dal Patriarca. Durante il suo patriarcato l'imperatore Alessio I Comneno si impegnò per colmare lo scisma tra la Chiesa ortodossa e cattolica, ma i suoi sforzi fallirono, poiché Papa Pasquale II alla fine del 1112 insistette sulla richiesta che il Patriarca di Costantinopoli riconoscesse il primato del Papa su "tutte il chiese di Dio in tutto il mondo ". Questo era qualcosa che il patriarca non poteva fare di fronte all'opposizione della maggior parte del clero secolare, del mondo monastico e dei laici.